# Okres Kwidzyn

Administrativní dělení okresu

Okres Pomořské (polsky Powiat kwidzyński) je okres v polském Pomořském vojvodství. Rozlohu má 835 km² a v roce 2019 zde žilo 83 174 obyvatel. Sídlem správy okresu je město Kwidzyn.

## Gminy
Městská:
- Kwidzyn

Městsko-vesnická:
- Prabuty

Vesnické:
- Gardeja
- Kwidzyn
- Ryjewo
- Sadlinki

## Města
- Kwidzyn
- Prabuty

## Sousední okresy
| Růžice kompasu | Tczew   | Sztum         | Sztum            | Růžice kompasu |
| Růžice kompasu | Tczew   | Sever         | Iława            | Růžice kompasu |
| Růžice kompasu | Tczew   | Okres Kwidzyn | Iława            | Růžice kompasu |
| Růžice kompasu | Tczew   | Jih           | Iława            | Růžice kompasu |
| Růžice kompasu | Świecie | Grudziądz     | Grudziądz, Iława | Růžice kompasu |